# Пачевский, Анатолий Мартынович
Анатолий Мартынович Пачевский (31 августа 1939 года — 30 августа 2017 года) — председатель частного сельскохозяйственного предприятия «Радовское», Винницкая область, Герой Украины (2002).

## Биография
Родился 31 августа 1939 года в с. Борсков, Тывровского района Винницкой области.

### Образование
Окончил Украинскую сельскохозяйственную академию, факультет механизации (1960—1965), инженер-механик.

### Деятельность
- 1958−1960 — прицепщик тракторной бригады, заведующий фермы, колхоз «Россия», с. Радовка Калиновского района.
- 1960−1965 — студент ВУЗа.
- 1965−1970 — главный инженер-механик, колхоз «Россия», с. Радовка.
- 1970−1976 — председатель, колхоз «Большевик», с. Дружное Калиновского района.
- 1976−1985 — главный инженер-механик, колхоз «Россия», с. Радовка.
- 1985−1990 — освобождённый секретарь парткома, колхоз «Россия», с. Радовка.
- С 04.1990 — председатель колхоза «Россия» (с 02.2000 — хозяйство «Радовское», с 02.2005 — ЧП «Радовское»[2]).

Был членом КПСС и СПУ (Украина, с 2004). C 2009 года — руководитель вновь образованной партии «Дети войны».
Депутат Винницкого областного совета.

### Семья
- Жена — Любовь Михайловна.
- Дети — сыновья Игорь и Валентин.

## Награды и заслуги
- Герой Украины (с вручением Ордена Державы, 13.11.2002 — за выдающийся личный вклад в организацию и обеспечение получения высоких в регионе показателей по производству сельскохозяйственной продукции, развитие социальной сферы)[4].
- Награждён советским орденом Дружбы народов (1986), украинскими орденами князя Ярослава Мудрого V степени (08.1999)[5] и православным орденом УПЦ — Святого Владимира (2001), а также медалями (в том числе «За трудовую доблесть»).
- Заслуженный рационализатор Украины.